# Sarmatia devia
Sarmatia devia är en fjärilsart som beskrevs av George Francis Hampson. Sarmatia devia ingår i släktet Sarmatia och familjen nattflyn. Inga underarter finns listade.